# 衝動的他遇上失魂的她
衝動的他遇上失魂的她是一部於香港拍攝，以注意力不足過動症（AD/HD）為題材的微電影。導演為曾獲得香港全球華語大學生影視獎最佳導演獎的黃千殷 (Doris Wong)，擔綱主演的人有王宗堯 (Gregory Wong)、陳嘉寶 (Anjaylia Chan)、陳逸寧 (Isabel Chan)。
劇情描述一位經常被形容為「遊魂發夢」的女主角阿夢，剛進入廣告公司，長期烏龍百出的他竟然被安排根據傳「衝動又沒耐性」的創作總監阿沖合作。就在這樣的因緣際會下，性格看似南遠北轍的一對男女在彼此相處的過程中，意外發掘自己本身長期存在於個性上的缺點，也漸漸在了解自己的過程中發現了彼此的動人之處。
《衝動的他遇上失魂的她》已經在2015年公開發表，並入圍2016年金花獎國際電影節。

## 文獻來源
1. 1 2  . 再生會. 香港. 2015  [2018-10-14]. （原始内容存档于2020-01-07）.
2. ↑  YouTube上的衝動的他遇上失魂的她預告片 (Hyperactive him and Inattentive her trailer)（繁體中文）
3. ↑  . fanpiece.   [2018-10-14]. 原始内容存档于2018-10-14 （中文）.